# 阿波克拉陽與塔里布拉揚
阿波克拉陽（阿美語：Abokurayan/Afokupayan；日語：アボクラヤン）與塔里布拉揚（阿美語：Tarburayan/Tarifurayan/Taribuyayan；日語：タリブラヤン），是海岸阿美族創生神話中發現火的一對始祖配偶神。

## 概述

### 同棲
遠古時，阿波克拉陽住於臺灣東方海面上，某日抵達Botoru孤島，與女神塔里布拉揚同棲該島。某日，因猛抽懸掛於樹枝之藤條而起火，此為用火之開始:91。

### 交道
阿波克拉陽與塔里布拉揚二神於是以火烤蕃薯，圍火蹲踞時，發現男神下腹有突出之物，女神則作凹下狀，初甚不解，後見兩鶺鴒鳥（howatsuku）搖尾作狀，始知男女之道:9。

### 遷移
其後子孫繁衍，阿波克拉陽乃以大木做舟，率女神塔里布拉揚、Teposuruyan，向西航行至Kawasan登陸，人該處已為橫暴之神佔據，乃在成舟轉向北方，到達達拉羅馬（花蓮附近），但此處亦不適於居，又航行抵達立霧溪口而登陸，終卜居於此，並種植攜來之甘藷，見該地原有野生之稻米與粟，摘食之，為甘美，乃以竹、木為材製作鋤頭、耕地種植，子孫日眾，分佈於東部海岸地帶。